# 臺中市市地重劃區
臺中市市地重劃區，為臺中市歷年來為增加土地利用、開發所進行的政策，台中市為台灣進行市地重劃最多的縣市，而市地重劃可分為公辦與自辦兩種。

## 公辦市地重劃[3]
- 一期大智重劃區
- 二期麻園頭重劃區
- 三期忠明重劃區
- 四期中正東山重劃區
- 五期大墩重劃區
- 六期干城重劃區
- 七期惠來重劃區
- 八期豐樂重劃區
- 九期旱溪重劃區
- 十期軍功水景重劃區
- 十一期四張犁重劃區
- 十二期福星重劃區
- 十三期大慶重劃區
- 十四期美和庄重劃區
- 十五期大里杙重劃區[4][5]
- 十六期社皮重劃區（豐富專案二期）[6]
- 臺中港市鎮中心重劃區

原中縣公辦重劃
- 大里重劃區(原臺中縣第4期)
- 豐南市地重劃區(原臺中縣第5期)
- 甘蔗崙重劃區(原臺中縣第6期)
- 社皮市地重劃區(原臺中縣第7期)
- 大里(二)重劃區(原臺中縣第9期)
- 大里(三)重劃區(原臺中縣第10期)
- 田心路兩側重劃區(原臺中縣第11期)
- 西湳重劃區(原臺中縣第12期)
- 北陽市地重劃區
- 南陽市地重劃區
- 豐原成功路兩側重劃區

中央辦理
- 臺中港第一期第一階段社區開發重劃區
- 臺中港第一期第二階段社區開發重劃區

## 自辦市地重劃[7]
- 單元一安和重劃區
- 單元二黎明重劃區
- 單元三永春重劃區
- 單元四重劃區
- 單元五高鐵新市鎮重劃區
- 單元八中科經貿重劃區
- 單元十二長春重劃區
- 單元十三新興重劃區
- 單元十四新都重劃區
- 南屯建功重劃區
- 豐原三陽重劃區
- 潭子弘富重劃區
- 東勢區自辦重劃區[8]

## 外部連結
- 臺中市政府 （页面存档备份，存于）
- 臺中市政府地政局 （页面存档备份，存于）